# The City in the Sea

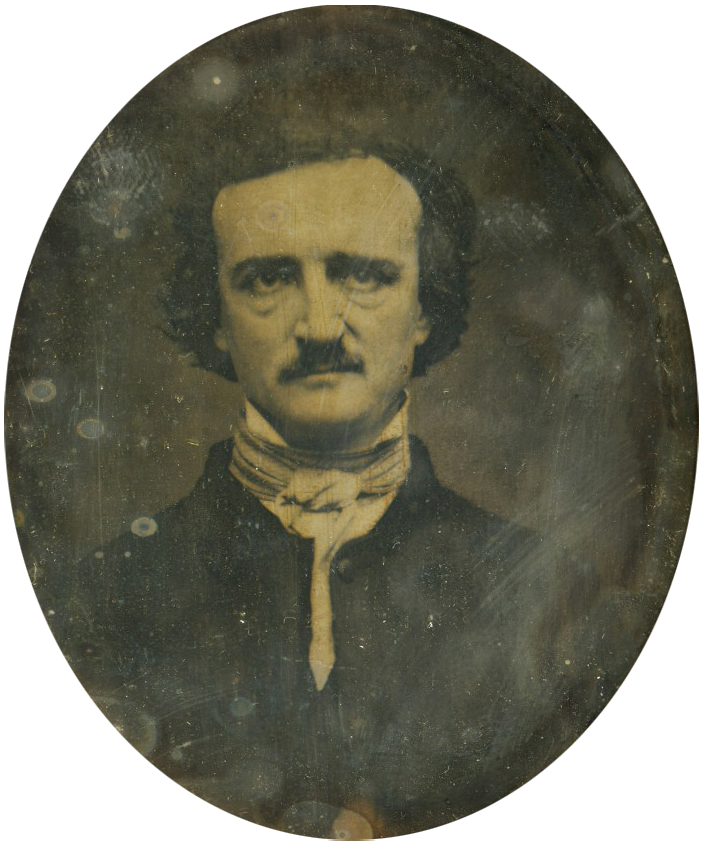
Daguerreotipo de Edgar Allan Poe.

The City in the Sea também é o título de um romance de ficção científica de Wilson Tucker
The City in the Sea ("A Cidade do Mar") é um poema de Edgar Allan Poe. A versão final foi publicada em 1845, mas uma versão anterior foi publicada como "The Doomed City" ("A Cidade Condenada") em 1831 e, posteriormente, como "The City of Sin" ("A Cidade do Pecado"). O poema conta a história de uma cidade governada por uma personificação da Morte usando elementos comuns da ficção gótica. O poema apareceu no Southern Literary Messenger, The American Review, Broadway Journal, bem como na coleção de 1850, The Poets and Poetry of America.
Poe se inspirou em vários trabalhos, incluindo Kubla Khan, de Samuel Taylor Coleridge.

## Análise
A cidade é uma no oeste governada pela Morte, que é reverenciada acima de tudo: "Enquanto em uma grandiosa torre da cidade, a Morte parece gigantesca". Esse é outro poema clássico do Poe, que lida com a morte e a apresenta de maneira não convencional. É vista como uma deusa que governa uma cidade gloriosa e pacífica no oeste. Existem "domos, pináculos, salões reais, santuários e muros como os da Babilônia..." É apropriado que a cidade fique no oeste, porque o oeste, no qual o sol se põe, tem sido tradicionalmente associado à morte. No final do poema, uma "agitação no ar" ou uma onda move as torres, de modo que elas criam "um vazio no céu". Poe fala na última parte do poema do fim dos dias, quando "as ondas agora têm um brilho mais vermelho, as horas estão respirando fracas e lentas". As ondas que ficam vermelhas são um sinal do inferno, porque o vermelho é a cor do fogo e, portanto, a cor do inferno e do diabo. "E quando, em meio a gemidos terrestres, lá embaixo a cidade se estabelecer, o Inferno subindo de mil tronos fará reverência". As últimas linhas do poema falam da gratidão do diabo pela morte, permitindo que ele aparecesse e governasse a Terra.
Além disso, o fim sugere que esta cidade é mais maligna que o inferno, pois manterá a cidade da Morte em reverência. Sugere-se que a morte seja pior que o diabo.
O cenário estranho e seu afastamento agourento em The City in the Sea é um dispositivo comum da ficção gótica. Isso se combina com o tema do poema de uma dramatização autoconsciente da desgraça, semelhante a "The Sleeper" de Poe e "The Valley of Unrest".

## Inspiração
Poe foi inspirado pelo menos em parte pela História das Guerras Judaicas de Flavius Josephus, um relato do primeiro século da cidade bíblica de Gomorra. O poema também tem uma semelhança com o poema clássico de Lucrécio, De Rerum Natura e, especificamente, uma tradução em inglês de John Mason Good. Trinta e cinco das oitenta e cinco linhas consecutivas são paralelas ao trabalho. A última versão do poema também pode fazer referência a The Faerie Queene, de Edmund Spenser, com o termo "proud tower". O humor e o estilo do poema também parecem remeter a Kubla Khan, um poema de Samuel Taylor Coleridge, conhecido por ter uma forte influência na poesia de Poe.

## Histórico da publicação
Uma versão inicial do poema, intitulada The Doomed City, apareceu na coleção de Poe em 1831, simplesmente chamada Poems. Foi reformulado, como muitos dos trabalhos de Poe, e publicado no Southern Literary Messenger em agosto de 1836 como The City of Sin. Foi impresso pela primeira vez sob o título The City in the Sea na edição de abril de 1845 da American Review. O poema também apareceu no Broadway Journal, na edição de 30 de agosto de 1845. Foi incluído por Rufus Wilmot Griswold na décima edição de The Poets and Poetry of America em 1850, um ano após a morte de Poe, como um exemplo da melhor poesia de Poe.

## Recepção critica
Poe foi acusado de plagiar parte do poema de um poema chamado Musing Thoughts, publicado pela primeira vez em 1829 no The Token. Ambos os poemas incluem uma linha sobre "mil tronos". Mesmo assim, é considerado um dos seus melhores poemas desde os primeiros anos.

## Adaptações e influência
The Proud Tower, escrito pela historiadora ganhadora do Prêmio Pulitzer Barbara Wertheim Tuchman, com o subtítulo "Um retrato do mundo antes da Guerra: 1890-1914", Nova York: Macmillan, 1966, deriva seu título e contém uma epígrafe da versão de 1845 do poema The City in the Sea.
Uma versão executada do poema foi incluída no álbum de 1997 Closed on Account of Rabies, embora o nome do poema tenha sido dado como The City and the Sea.
Basil Rathbone narrou a história na coleção de áudio de Caedmon Edgar Allan Poe: The Edgar Allan Poe Audio Collection, Caedmon Records - CD 4148 (5), lançada em CD em 2000.
A banda de metal alemã The Ocean usou The City in the Sea como letra, trocando apenas algumas linhas para se ajustar aos padrões rítmicos da música. Foi usado devido ao amor da banda por Poe e pelos temas comuns ao poema e à banda. A música apareceu em seu álbum de 2006, Aeolian.
O filme War-Gods of the Deep, de 1965 — alternadamente intitulado City in the Sea e The City Under the Sea — é creditado como vagamente baseado no poema de Poe, que é recitado no final da produção.
Em 1989, o compositor dinamarquês Poul Ruders escreveu "The City in the Sea" (posteriormente lançada em CD pela Bridge Records, Nova York) para a Symphony Orchestra and Contralto, fazendo pleno uso do texto de Poe. A composição também está disponível em uma versão de 11 instrumentos (2013).